# Hemibelideus lemuroides
Il coda ad anello lemuroide (Hemibelideus lemuroides Collett, 1884) è un marsupiale arboricolo della famiglia degli Pseudocheiridi. È l'unica specie del genere Hemibelideus Collett, 1884.

## Descrizione

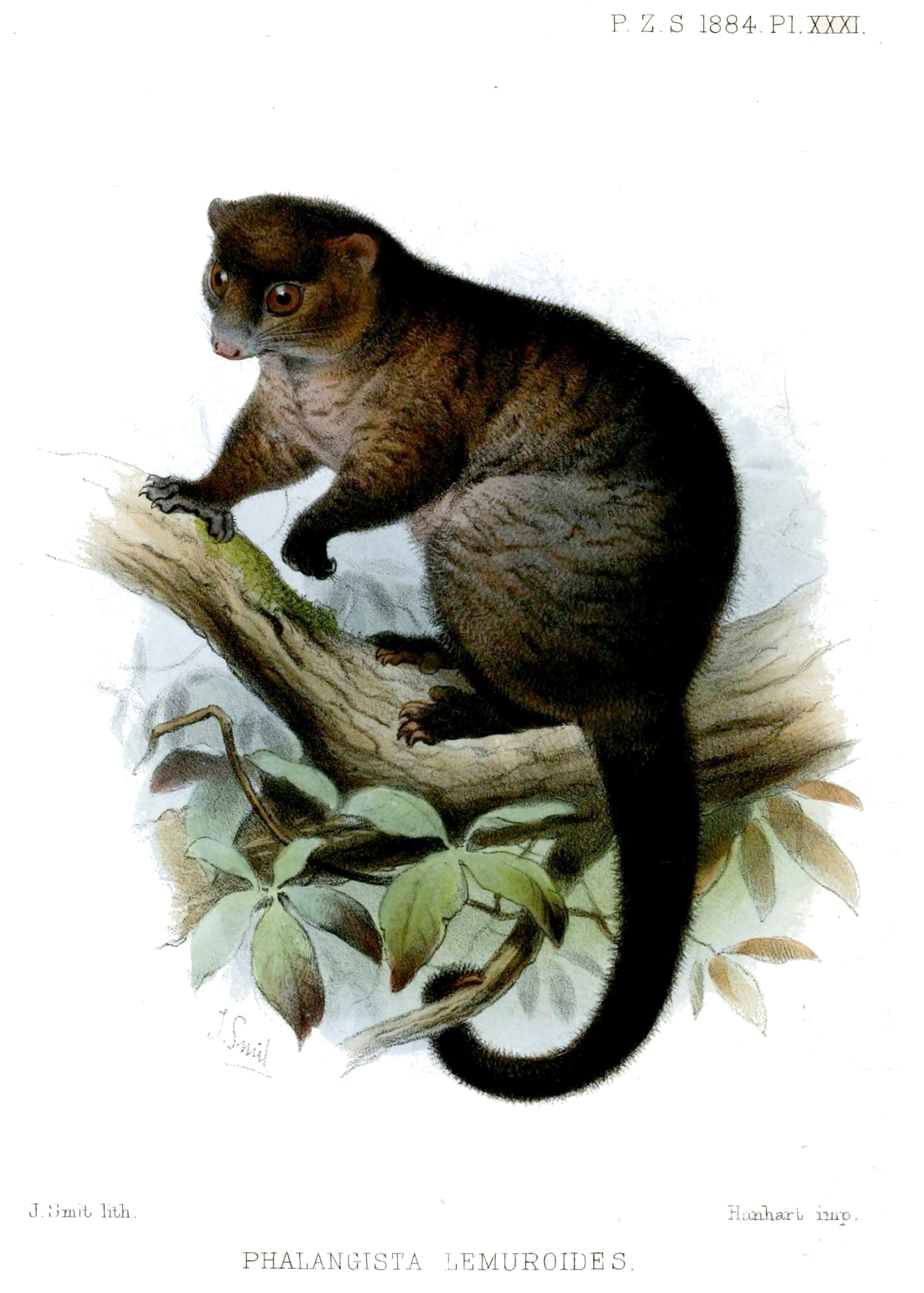
La specie in una stampa del 1884.

Il coda ad anello lemuroide ha una lunghezza testa-corpo di 31,3–52 cm e una coda di 33,5–73 cm; pesa 810-1270 g. Presenta generalmente un manto di colore marrone-cioccolato, tinto di giallo sulle regioni inferiori e di rosso sulla testa. Ha zampe di colore marrone scuro, piedi neri e due anelli chiari attorno agli occhi. La pelliccia è soffice e lanosa, ed è piuttosto folta sulla coda, a eccezione di una chiazza glabra sulla parte inferiore, vicino all'estremità. Questa particolarità aiuta l'animale ad arrampicarsi sugli alberi e gli consente di afferrare i rami con la lunga coda prensile. Le orecchie sono quasi completamente nascoste dal pelo e il muso è breve.
Il coda ad anello lemuroide possiede inoltre piccole frange di pelle ai lati del corpo che vengono aperte quando l'animale salta da un ramo all'altro, consentendogli di planare per distanze molto brevi. Questa insolita caratteristica ha portato alcuni scienziati a ipotizzare che la specie costituisca una sorta di anello di transizione tra gli altri Pseudocheiridi e i Petauridi.
In una zona isolata della foresta del Daintree è presente una rara forma bianca di coda ad anello lemuroide, interamente di colore bianco-crema con riflessi arancio.

## Biologia

### Comportamento
Il coda ad anello lemuroide ha abitudini rigorosamente arboricole e notturne; durante la notte conduce vita attiva, effettuando anche salti di due o tre metri da un ramo all'altro. Quando salta, distende le zampe e appiattisce il corpo, utilizzando la coda come un timone. Va spesso in cerca di cibo in piccole unità familiari composte da un maschio, una femmina e un unico piccolo, ma talvolta su un solo albero sono state avvistate aggregazioni anche di otto esemplari. Durante il giorno riposa in cavità degli alberi imbottite di fogliame.

### Alimentazione
Il coda ad anelli lemuroide è folivoro, e si nutre quasi interamente di foglie. Predilige le giovani foglioline di acero del Queensland (Flindersia brayleyana) e di quandong bruno (Elaeocarpus coorangooloo), ma mangia anche boccioli di fiori e la polpa che ricopre alcuni semi.

### Riproduzione
La stagione degli amori va da agosto a novembre, ma le femmine partoriscono generalmente il loro unico piccolo agli inizi di agosto. Il piccolo rimane nel marsupio materno per sei o sette settimane, nutrendosi del latte della madre. Dopo aver lasciato il marsupio, viene trasportato in giro sul dorso della madre per circa sei mesi, da novembre ad aprile, e raggiunge la piena indipendenza a circa nove mesi di età.

## Distribuzione e habitat
Il coda ad anello lemuroide è presente solamente in due località distinte del Queensland settentrionale: una compresa tra Ingham e Cairns, a circa 450 m di quota, e l'altra, più piccola, sul tavolato del monte Carbine, a ovest di Mossman, a circa 1100 m di quota. Abita le fredde e umide foreste pluviali, prediligendo le aree interne a quelle marginali.

## Conservazione
La specie è minacciata soprattutto dal riscaldamento climatico globale. Infatti l'esposizione prolungata a più di 30 °C provoca in questi animali la perdita del controllo della termoregolazione, causandone la morte. La specie è particolarmente vulnerabile anche perché, vivendo già sulle cime dei monti, non può trovare rifugio dal calore spostandosi verso quote più elevate.
Un'altra minaccia è costituita dalla deforestazione e dalla distruzione dell'habitat. Avendo abitudini arboricole, non può spostarsi da una chiazza di foresta all'altra, e nelle zone dove il suo habitat è stato danneggiato la popolazione è diminuita del 97%. La IUCN classifica H. lemuroides tra le specie prossime alla minaccia (Near Threatened).